# Kató Szőnyi
Kató Szőnyi (* 19. Dezember 1918 in Budapest; † 24. Dezember 1989 ebenda) war eine ungarische Regisseurin, die hauptsächlich im Bereich Puppentheater wirkte.

## Leben
Nach dem Besuch der Staatlichen Schauspielschule vervollständigte sie ihre Ausbildung als Teilnehmerin der Seminare des tschechischen Puppenspieler Jan Malík in Prag. Sie arbeitete am Mesebarlang Puppentheater in Budapest und war ab 1949 Mitglied des damals neu gegründeten Staatlichen Puppentheaters (Állami Bábszínház). Von 1955 bis 1958 war sie als Regisseurin und Leiterin des Staatlichen Puppentheaters in Győr (Győri Állami Bábszínház) tätig. Ab 1958 bis zu ihrem Lebensende übernahm sie die Regieleitung am Staatlichen Puppentheater in Budapest.
Weiterhin wirkte sie als Sprecherin bei der Produktion von Puppentrickfilmen mit und engagierte sich in der Ausbildung von Puppenspielern sowie in der UNIMA.

## Regiearbeiten (Auswahl)
- Béla Bartók: Der holzgeschnitzte Prinz
- Béla Bartók: Der wunderbare Mandarin
- Zoltán Kodály: Háry János
- Sándor Petőfi: János vitéz
- William Shakespeare: Ein Sommernachtstraum
- Igor Strawinsky: Petruschka
- Dezső Szilágyi: Ezüstfurulya
- Pjotr Iljitsch Tschaikowski: Der Nussknacker
- Mihály Vörösmarty: Csongor és Tünde

## Auszeichnungen
- Mari-Jászai-Preis, 1960
- Magyarország Érdemes Művésze díj, 1967
- Magyarország Kiváló Művésze díj, 1978